# Rustenhart
Rustenhart là một xã ở tỉnh Haut-Rhin trong vùng Grand Est ở đông bắc Pháp. Xã này có diện tích 12,22 km², dân số năm 1999 là 778 người. Khu vực này có độ cao 203 mét trên mực nước biển.